# Klassisk japansk (sprog)
Klassisk japansk, eller sen-klassisk japansk er betegnelsen for det japanske sprog, som kendetegner perioden fra 794 til 1185, en periode, der også betegnes Heian-perioden. Forløberen for det klassiske japanske sprog er det gammel-klassiske japanske sprog.
Det klassiske japanske sprog opdeles således i det sen-klassiske japanske sprog (der normalt betegnes som klassisk japansk) og i gammel-klassisk japansk, der er den tidligste attesterede sprogudviklingsform for det japanske sprog. Det gammel-klassiske japanske sprog blev anvendt indtil 794, hvor Japans hovedstad blev flyttet fra Heijōkyō til Heiankyō (eller Heian-kyoto). Den nye hovedstads oprindelige navn Heian (= fred) blev tilføjet betegnelsen kyōto (= hovedstad), dvs. Fredens Hovedstad, som senere blev forkortet til byens nuværende betegnelse Kyōto).
Klassisk japansk blev skrevet med en tilpasset form af det kinesisk skriftsprog. Derudover blev yderligere to skriftsystemer indarbejdet i klassisk japansk, nemlig hiragana og katakana. De nye skriftsystemer gjorde det lettere at skrive, og de var medvirkende til at udvikle en guldalder i japansk litteratur med klassikere som f.eks. Fortællingen om Genji, Fortællingerne om Ise samt en lang række andre værker.

## Eksterne links
- Introduktion af Klassisk-Japansk Wikipedia.
- Københavns Universitet: Japanstudier Arkiveret 7. juni 2007 hos  Wayback Machine

| Sprog | Spire Denne artikel om sprog er en spire som bør udbygges. Du er velkommen til at hjælpe Wikipedia ved at udvide den. |